# Ушастый клехо
Ушастый клехо или ушастый древесный стриж (лат. Hemiprocne comata), — вид птиц семейства древесных стрижей. Самый маленький представитель семейства со слабо выраженным хохлом и ярко белыми, почти параллельными бровями и усами. Оперение в основном тёмно-бирюзовое, крылья чёрные, со светлыми пятнами, хвост вильчатый. Кроющие перья уха у самцов тёмно-каштановые, у самок — сине-зелёные. Ушастый клехо обитает в тропических дождевых лесах на Малайском полуострове, островах Суматра, Калимантан и на Филиппинских островах. Питается летающими насекомыми, которых ловит бросаясь с ветки, или сидя на ней. Строит маленькие гнёзда на тонких ветках, откладывает одно яйцо. 
Ушастый клехо был впервые описан голландским зоологом Конрадом Якобом Темминком в 1824 году на основе экземпляра с острова Суматра. В настоящее время разделяют два подвида.

## Описание
Самый маленький среди всех древесных стрижей с длиной тела 15—17 см. Хохол выражен слабо. От уздечки (область между глазом и клювом) до затылочной части проходят ярко белые брови, от щеки до задней части шеи — усы такого же цвета. Эти почти параллельные полосы резко выделяются на фоне глянцевой чёрной головы и горла. Кроющие перья уха у самцов тёмно-каштановые, у самок — сине-зелёные. Крылья чёрные, остальное оперение тёмно-бронзовое. Американский орнитолог Джон Гульд в XIX веке добавлял, что первичные и вторичные маховые перья имеют бронзовый оттенок, а некоторые третичные маховые перья окрашены в белый цвет, из-за чего крыло имеет белое пятно. Хвост вильчатый. Расстояние между кончиком четвёртого и пятого (внешнего) рулевого пера самое маленькое среди всех представителей древесных стрижей и составляет 12,5 мм.
Молодые особи, как и у других древесных стрижей, имеют защитную окраску из мелких коричневых, рыжеватых и серо-белых полос, усы и брови короче, чем у взрослых птиц. Ко времени первой зимы птицы приобретают взрослое нательное оперение, но сохраняют юношеское оперение хвоста и крыльев. Взрослые птицы, как и все стрижи (Apodes), линяют последовательного от первого махового пера до внешней кромки крыла.
У номинативного подвида H. c. comata на Суматре длина крыла составляет 116—130 мм, на Малайском полуострове — 118—133 мм и размеры птиц увеличиваются по направлению к северу. Подвид H. c. major в среднем крупнее номинативного, его длина крыла составляет 123—146,5 мм, масса тела у самцов — 21-21,7 г, у самок — 20,2-26 г. Кроме того, данный подвид отличается более белым брюхом и третичными перьями. Хвост более широкий, с менее выраженной «вилкой».
По сравнению с другими представителями семейства, у которых соотношение размаха крыльев к массе позволяет скользить по воздуху, маленький ушастый клехо трепещет крыльями, напоминая типичных стрижей. Вместе с тем, он остаётся одной из самых манёвренных птиц среди всех стрижей.
Как и остальные стрижи, представители данного вида имеют широкий рот с уголками, уходящими далеко за линию глаз, лапы и короткий клюв чёрные или тёмно-фиолетовые. Глаза очень большие, тёмно-коричневые. Возможно, такой размер глаз связан с тем фактом, что птицы в основном питаются поздно вечером.
Ушастый клехо заметно тише других представителей семейства. Его звуковые сигналы менее пронзительные и шумные, чем вокализация обитающего на той же территории блестящего клехо (Hemiprocne longipennis). Позывки включают «she-she-she-she-she-SHOO-she» с особенно высокими последними двумя слогами; «kweeo» и «squeawk». Некоторые звуковые сигналы напоминают «chew», издаваемый обыкновенной зеленушкой (Chloris chloris).

## Распространение
Ушастый клехо обитает на Малайском полуострове, островах Суматра, Калимантан и на Филиппинских островах. Общая площадь ареала составляет 6 510 000 км² и включает территорию таких стран, как Бруней, Индонезия, Малайзия, Мьянма, Таиланд, Филиппины и Сингапур. Высота над уровнем моря в среднем составляет от нуля до 1000—1100 метров на Суматре и Филиппинах, но не превышает 800 метров на севере Малайского полуострова.
Ушастый клехо обитает в хвойных лесах и высоких манграх, часто на берегу рек. Он заселяет исключительно девственные леса, крайне редко залетая во вторичные или старые сады, при этом использует отдельно стоящие деревья, в частности дуриан. Потеря естественной среды обитания может сказаться на ушастых клехо больше, чем на других представителях семейства. Ушастый клехо относится к видам, вызывающим наименьшие опасения, однако его численность сокращается. На большей части ареала данный вид представлен широко, но очень редко встречается в Сингапуре и на Филиппинах (хотя и наблюдался на острове Миндоро в 1991 году).
Птицы ведут оседлый образ жизни. Ушастый клехо делит территорию с блестящим клехо, но заметно отличается от него наличием белых полос на лице и белых же пятен на крыле, а также бронзовым оттенком в основном оперении. На Филиппинах, где обитает только ушастый клехо, птица в среднем крупнее, однако наблюдение за поведением данного вида на острове Негрос не позволило выявить никаких объясняющих это явление закономерностей. Ареалы подвидов ушастого клехо пересекаются.

## Питание
Ушастый клехо питается маленькими летающими насекомыми, однако состав его рациона совсем не изучен.
По сравнению с блестящим клехо, данный вид кормится довольно низко, не выше крон самых высоких деревьев, прямо над поверхностью леса. Он также совершает более короткие вылеты в поисках добычи, которые обычно не превышают одну минуту, может ловить насекомых прямо с ветки. Как и остальные древесные стрижи, ушастый клехо предпочитает открытые голые ветки для насеста, но в отличие от других представителей семейства, он никогда не охотится над землёй.
Птиц обычно можно встретить в одиночку или в парах, в отличие от остальных древесных стрижей они редко образуют стаи, которые при этом не превышают шесть особей (возможно родственных). Благодаря высокой манёвренности, кормовая территория ушастого клехо очень невелика и обычно составляет две-три крупные кроны, в связи с чем на ней может присутствовать только один похожий вид — более маленький типичный стриж Collocalia esculenta. Ушастый клехо может обитать рядом с блестящим, но они не делят кормовые территории, так как последний кормится выше в воздухе.

## Размножение
Практически на всём ареале птицы откладывают яйца с февраля по август (в начале октября можно встретить только самых поздних птенцов), на Филиппинах известно только о нескольких случаях откладывания яиц и все они приходятся на май. Гнёзда расположены далеко друг от друга, птицы считаются территориальными и остаются на своей территории гнездования в течение всего года.
Гнездо строится обоими родителями на поверхности тонкой открытой ветки на высоте 8—40 метров. В качестве строительных материалов используется слюна и собственные перья, строительство продолжается и после откладки яйца. По сравнению с остальными стрижами, которые строят гнёзда на открытых ветках над поверхностью леса, ушастый клехо преимущественно живёт в лесу.
Кладка состоит из одного белого яйца, размеры которого составляют 20 на 15 мм. Яйцо расположено в гнезде строго вертикально и вероятно приклеено к гнезду слюной (без дополнительной фиксации оно бы не могла удержаться в таком плоском гнезде). Высиживанием яйца занимаются оба родителя, хотя самка по всей видимости больше самца, при этом обычно на яйце всегда кто-то сидит и его только на несколько минут могут оставить без присмотра. Точная продолжительность инкубационного периода и периода выхаживания птенцов неизвестна, но она составляет не менее 50 дней. Известно о случае, когда птенец вылупился примерно на 21-й день, через 28 дней после этого вылетел из гнезда, родители подкармливали его время от времени ещё 3 недели. Птенцы покидают родительскую территорию через несколько недель после вылета из гнезда.
В среднем самка способна откладывать яйца на протяжении 7,5 лет.

## Систематика
Ушастый клехо был впервые описан голландским зоологом Конрадом Якобом Темминком в 1824 году на основе экземпляра с острова Суматра. Название — Cypselus comatus. В источниках XIX века помимо Macropterix comatus (от греч. μακρος — «длинный», греч. πτερυξ — «крыло») и Dendrochelidon comatus (от греч. δενδρον — «дерево», греч. χελιδων — «ласточка») использовалось также Apus comatus. Видовое название — comata (от лат. comatus — «волосатый»). Научное название рода — Hemiprocne (от греч. ἡμι- — «полу», лат. progne — «ласточка») — могло бы подойти всем стрижам.
Ушастый клехо относится к роду древесных, или хохлатых стрижей, единственному в одноимённом семействе. В настоящее время различают два подвида:
- Hemiprocne comata comata (Temminck, 1824) — юг Мьянмы, полуостров Таиланд, Суматра, включая острова к западу, Калимантан и соседние острова. Также включает выделяемый некоторыми учёными подвид Hemiprocne comata stresemanni, обитающий на островах Ментавай к западу от Суматры.
- Hemiprocne comata major (Hartert, 1895) — Филиппины, включая архипелаг Сулу, но без острова Палаван. Также включает выделяемые некоторыми учёными подвиды Hemiprocne comata nakamurai и Hemiprocne comata barbarae, обитающие на Филиппинах.